# Луньонок Арсеній Онуфрійович
Арсе́ній Ону́фрійович Луньо́нок (1894, Паульє, Вітебська губернія, Російська імперія — 3 серпня 1967, Крижанівка, Одеська область, УРСР, СРСР) — педагог, директор Одеського педагогічного інституту.

## Біографія
Арсеній Онуфрійович Луньонок народився у 1894 році в селянській родині с. Паульє Лепельського повіту Вітебської губернії.
В 1905 році закінчив церковно-приходську школу. У 1908—1910 роках працював в селі, в 1920—1912 роках — чорноробочим на залізниці. З листопада 1914 року до червня 1916 року служив у Царській армії, а з червня 1916 року до квітня 1921 року після поранення знаходився у полоні в Німеччині, в таборі для військовополонених.
В 1922—1925 роках був студентом робітничого факультету при Іркутському університеті. Вступивши в ВКП(б) у 1925 році, до 1929 року навчався в Одеському інституті народної освіти, на спеціальності «історія». Здобувши диплом про вищу освіту, з серпня 1929 року до лютого 1930 року працював інспектором Куп'янського окружного відділу народної освіти.

#### Науково-педагогічна діяльність
З березня 1930 року до січня 1931 року був деканом соціально-економічного факультету Одеського інституту професійної освіти.
З лютого 1931 року до вересня 1933 року навчався в аспірантурі Інституту Червоної професури у Харкові. Здобув вчене звання доцента.
З жовтня 1933 року до серпня 1935 року завідував кафедрою загальної історії Дніпропетровського державного університету. З вересня 1935 року до серпня 1937 року працював в Одесі завідувачем кафедри загальної історії та деканом історичного факультету педагогічного інституту.
З 1 вересня 1937 року до червня 1938 року був директором Одеського педагогічного інституту.
З 10 червня 1938 року до 21 січня 1940 року був під арештом. Після звільнення реабілітований, викладав в Одеському педагогічному інституті.
Під час нацистської навали в евакуації, з 1941 року працював завідувачем кафедри П'ятигорського педагогічного інституту (РРФСР).
У повоєнні роки був деканом історичного факультету Одеського державного педагогічного інституту імені К. Д. Ушинського.
З 1956 року працював доцентом кафедри загальної історії Одеського державного університету імені  І. І. Мечникова.
Помер 3 серпня 1967 року в с. Крижанівка під Одесою. Похований у Києві.

## Діти
- Дочка: Валентина Арсеніївна Луньонок — Бурмакіна. Закінчила Одеський державний університет, доктор хімічних наук, професор, завідувала кафедрою хімії Київського медичного інституту.
- Дочка: Ольга Арсеніївна Новикова — Луньонок. Закінчила Одеський технологічний інститут консервної промисловості, доктор наук, працювала в Інституті матеріалознавства Академії Наук України.